# Parti national libertarien
Le Parti national libertarien (PNL) est un parti politique chilien de droite radicale populiste, fondé en 2024 par Johannes Kaiser avec cinq autres députés, et actuellement légalement reconnu par le Service électoral du Chili,,,.

## Histoire
Le Parti national libertarien s'est formé autour de la figure de l'homme politique Johannes Kaiser et du mécontentement d'autres membres dissidents du Parti républicain du Chili,. Des analystes politiques ont expliqué ce mécontentement des membres les plus « purs » par la position du parti sur le soutien à la proposition de nouvelle Constitution de 2023,. De plus, la montée en popularité de Kaiser et la création du parti sont liées à un phénomène mondial d'ascension de figures d'extrême droite comme Javier Milei ou Donald Trump,.
Le parti est légalement fondé le 12 juillet 2024, et il dispose actuellement de cinq sièges à la Chambre des députés. Bien qu'il soit initialement prévu que Johannes Kaiser se présente aux primaires de Chile Vamos pour l'élection présidentielle de 2025, cette option est écartée après l'approbation du projet de réforme des retraites par ladite coalition. Néanmoins, Kaiser déclare être ouvert à une primaire avec des candidats du Parti social chrétien et du Parti républicain. Avec ces partis, le PNL annonce un préaccord de coalition parlementaire sous une liste unique nommée « Nouvelle Droite »,.

## Idéologie
Bien que le parti lui-même et Johannes Kaiser préfèrent se définir comme appartenant à la droite,, plusieurs médias les qualifient de parti d'extrême droite,,,. Ils sont décrits comme réactionnaires ou anti-progressistes,.
Sur le plan doctrinal, le parti s'identifie au minarchisme, au libertarianisme chrétien, à l'antimondialisme de droite et s'oppose à l'immigration.

## Direction
La direction provisoire du Parti national libertarien est composée de, :
- Président : Johannes Kaiser.
- Vice-présidente : Camille Sigl Fuentes.
- Secrétaire général : Hans Marowski.
- Secrétaire adjointe : Karina Sapunar.

## Autorités

### Députés
Le Parti national libertarien compte six députés pour la période 2022-2026, :
| Nom                                    | Région         | Circonscription |
| -------------------------------------- | -------------- | --------------- |
| Cristián Labbé Martínez                | Métropolitaine | 8               |
| Johannes Kaiser Barents-Von Hohenhagen | Métropolitaine | 10              |
| Gonzalo de la Carrera Correa           | Métropolitaine | 11              |
| Leonidas Romero Sáez                   | Biobío         | 20              |
| Cristóbal Urruticoechea Ríos           | Biobío         | 21              |
| Gloria Naveillán Arriagada             | Araucanie      | 22              |